# Kushiro (stad)
Kushiro (Japans: 釧路市, Kushiro-shi) is een Japanse stad in de prefectuur Hokkaido. In 2014 telde de stad 178.697 inwoners. Het is de hoofdstad van de gelijknamige subprefectuur Kushiro.

## Geschiedenis
Op 1 augustus 1922 werd Kushiro benoemd tot stad (shi). In 2005 werden de gemeenten Akan (阿寒町) en Onbetsu (音別町) toegevoegd aan de stad.

## Sport
In 2003 werd op de Yanagimachi ijsbaan het WK schaatsen voor junioren gehouden. 

## Geboren
- Miyako Sumiyoshi (1987-2018), schaatsster
- Yukinobu Hoshino (1954), mangaka
- Ayano Sato (1996), schaatsster

## Partnersteden
- Burnaby, Canada sinds 1965
- Kholmsk, Rusland sinds 1975

Subprefecturen:
Hidaka · Hiyama · Iburi · Ishikari · Kamikawa · Kushiro · Nemuro · Okhotsk · Oshima · Rumoi · Shiribeshi · Sorachi · Soya · Tokachi

Steden:
Abashiri · Akabira · Asahikawa · Ashibetsu · Bibai · Chitose · Date · Ebetsu · Eniwa · Fukagawa · Furano · Hakodate · Hokuto · Ishikari · Iwamizawa · Kitahiroshima · Kitami · Kushiro · Mikasa · Monbetsu · Muroran · Nayoro · Nemuro · Noboribetsu · Obihiro · Otaru · Rumoi · Sapporo (hoofdstad) · Shibetsu · Sunagawa · Takikawa · Tomakomai · Utashinai · Wakkanai · Yubari